# نافورة موسيقية

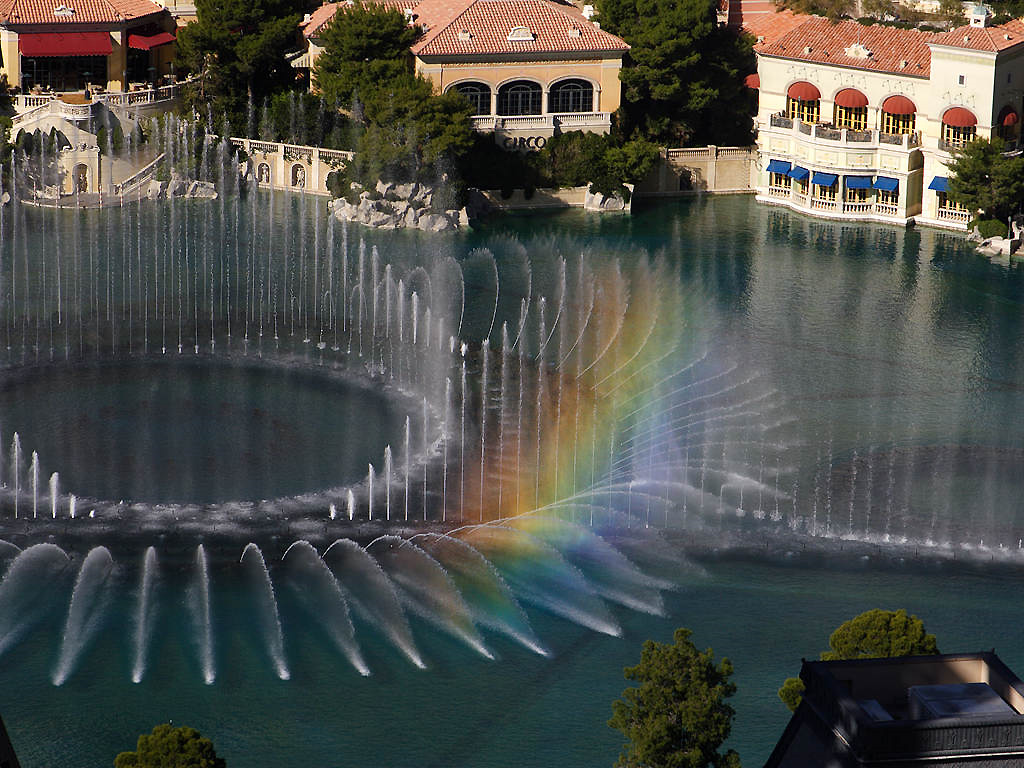
نوافير رقص المياه في بيلاجيو في لاس فيغاس

النافورة الموسيقية أو أيضا تُعرف باسم النافورة الراقصة، هي نافورة تُستخدم من أجل الترفيه والأعمال الاستعراضية وذلك بضبط حركة المياه مع قطعة موسيقية وأحيانا عروض ضوئية. ضبط حرمة المياه مع الصوت يخلق جمالية التصميم (بما في ذلك صور ثلاثية الأبعاد). يتحقق ذلك من خلال توظيف مؤثرات صوتية وتوقيت الضوء (بما في ذلك الليزر) على جزيئات الماء. يقوم الماء بعمل انكسار ووانعكاس الضوء، وينتج عن ذلك صور ثلاثية الأبعاد ويُرافق ذلك معزوفة موسيقية.
يمكن أن تكون النافورة كبيرة الحجم، وتوظيف مئات النوافير المائية والأضواء، وقد تصل تكلفتها إلى ملايين الدولارات، أو يمكن أن تكون صغيرة في أحجام منزلية صغيرة. تتطلب النافورة درجة من الدقة الميكانيكية والهيدروليكية والكهربائية وعدد من المكونات الإلكترونية.

## النوافير الراقصة مع الموسيقى
النوافير الموسيقية الأولى كانت تُدار يدويا من قبل المشغل، الذين كان يقوم بالتحكم في المضخات أو الصمامات وفي بعض الأحيان الأضواء عن طريق المفاتيح على لوحة التحكم. كانت الموسيقى غالبا موسيقى حية وغير مُسجلة. لاحقًا مع وجود أجهزة الحاسوب صار بالإمكان تصميم الحركات بشكل مسبق على بطاقات مُثقبة يتم مسحها ضوئيا بواسطة الكمبيوتر؛ ثم تطورت فصار من الممكن تسجيلها على الشريط المغناطيسي أو حديثًا على CD جنبا إلى جنب مع الموسيقى. وحاليا أصبحت وحدة التحكم متصلة إلى جهاز كمبيوتر يسجل الإجراءات لتشغيل المياه والصوت والضوء معا في تناغم.

## أمثلة لبدايات النوافير الموسيقية

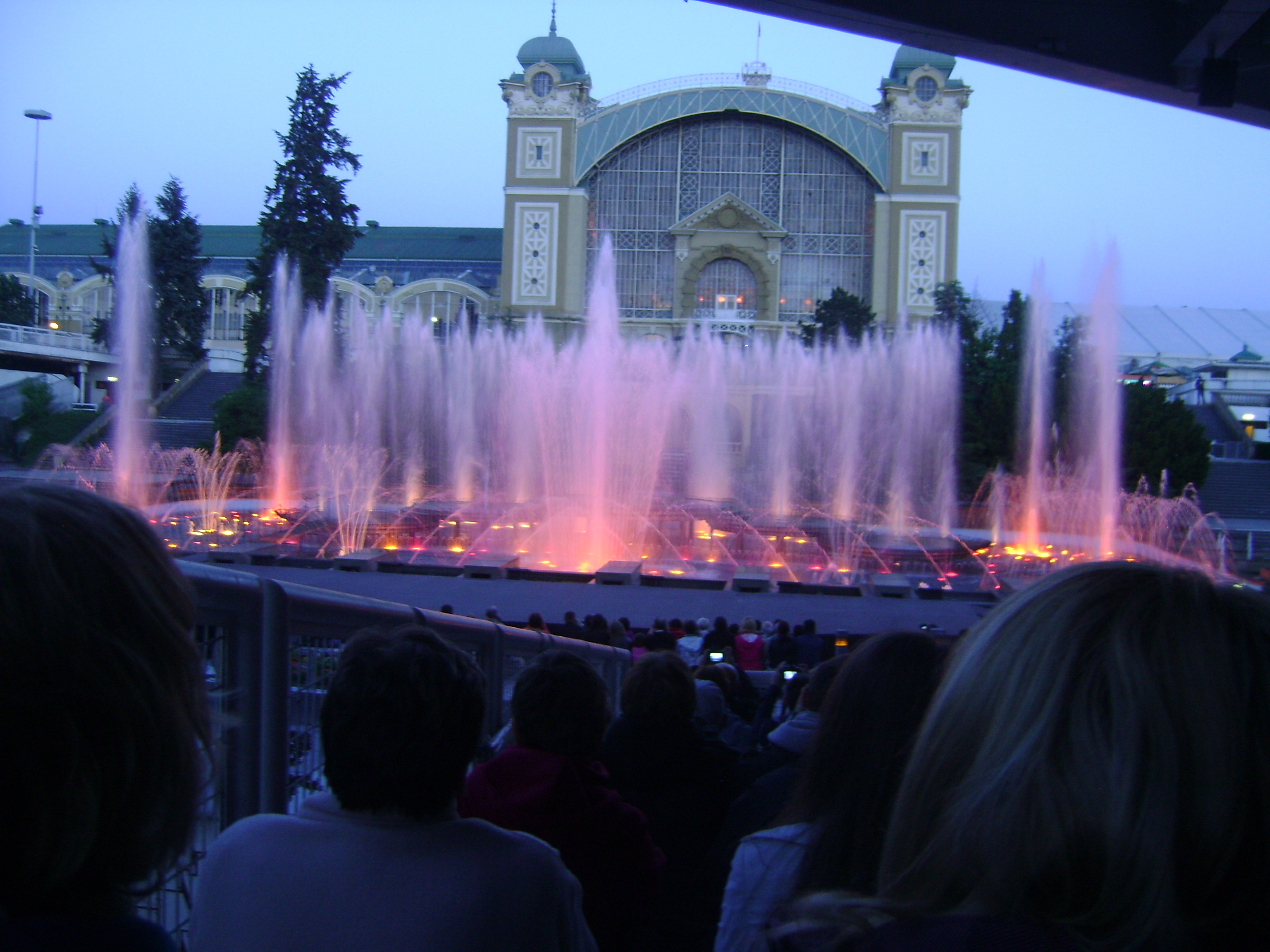
نافورة كريزيك الضوئية

### نافورة بودور
أنشأ المهندس الميكانيكي المجري بيتر بودور (22 يونيو 1788 - 17 أغسطس 1849) نافورة موسيقية في بلدة ترانسلفانيا (الآن تارغو موريش، رومانيا) بين عامي 1820 و1822.
كانت تلك النافورة (انظر الصور هنا) قاعدتها مدورة، ولها اثنين من السلالم على الجانبين، ولها سقف على هيئة قبة تدعمها أعمدة. وكان قلبها الميكانيكي يعمل بطريقة هيدروليكية ويُدار من قِبَل قوة المياه تعمل عند كل ساعة. كان هناك تمثال على قمة النافورة يدور لفة كل 24 ساعة. لكن هذه النافورة دمرت في عام 1836 بسبب عاصفة ثلجية ولم يجري إصلاحها. ومع ذلك فقد بُنيت نسخة مطابقة تقريبا في جزيرة مارغريت في بودابست في عام 1936 لكنها لم تعمل عن طريق القوى الهيدروليكية، بل استخدمت الكهرباء بدلا من ذلك. وهذه النافورة دُمرت جزئيا خلال الحرب العالمية الثانية ولكن تم ترميمها في عام 1954 ثم مرة أخرى في عام 1997. والآن هي وسيلة للجذب السياحي حيث تلعب الموسيقى في كل ساعة خلال اليوم.

### نافورة كريزيك الضوئية
نافورة كريزيك الضوئية بناها مهندس الكهرباء التشيكي المخترع František Křižík في عام 1891 بمناسبة المعرض العالمي في براغ. وأصبحت شهيرة في أوروبا. وأُعيد بناؤها في العشرينيات من قبل المهندس المعماري Z. Stašek. يوجد في الجزء السفلي من هذه النافورة 1300 لوحة متعددة الألوان، وتمتد دوائر الماء في أكثر من اثنين كيلو متر من الأنابيب مع ما يقرب من 3000 فتحة. توقفت هذه النافورة عن العمل في يونيو 2018.

## نوافير المياه التالية

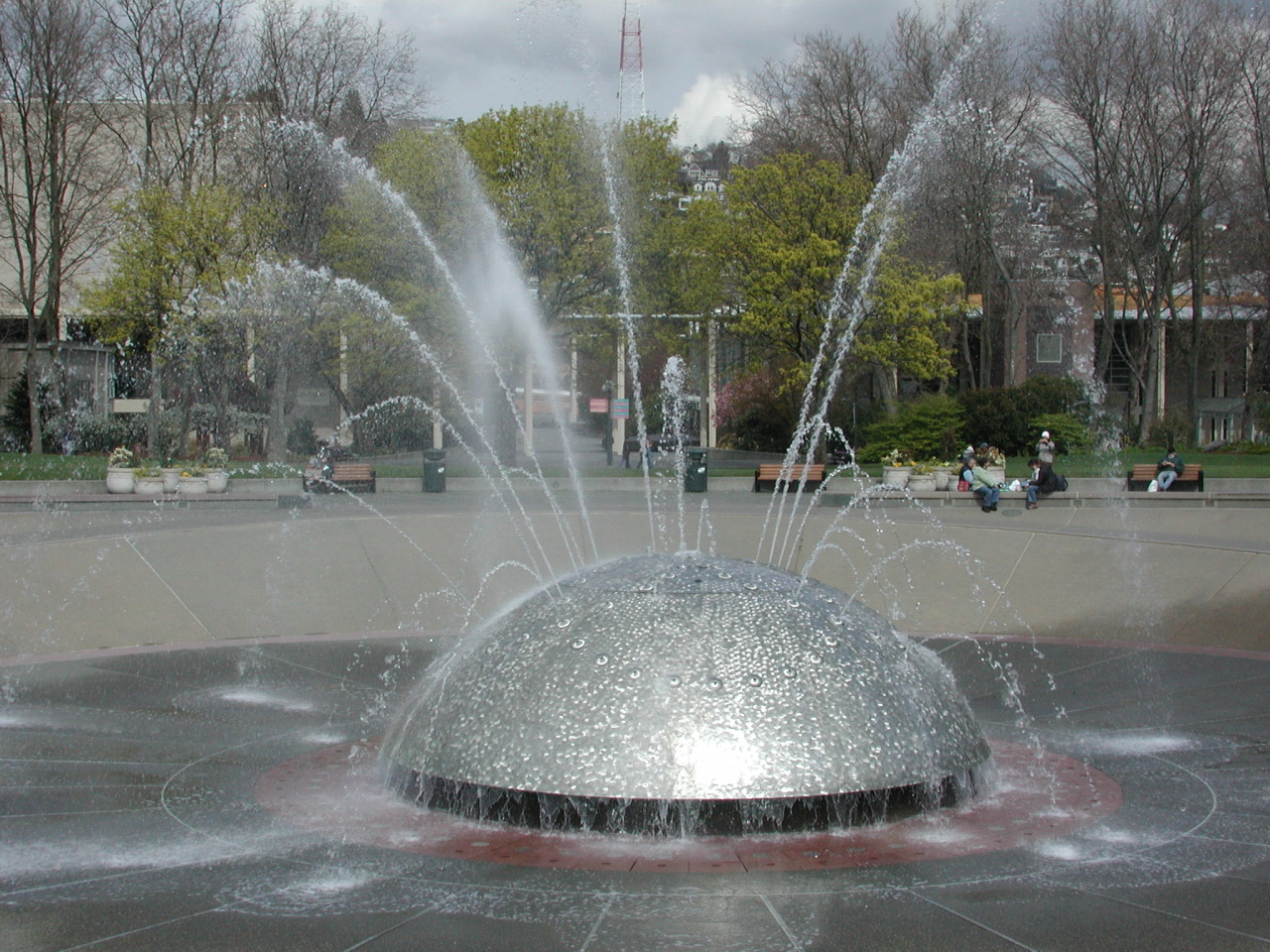
النافورة الدولية في سياتل، واشنطن

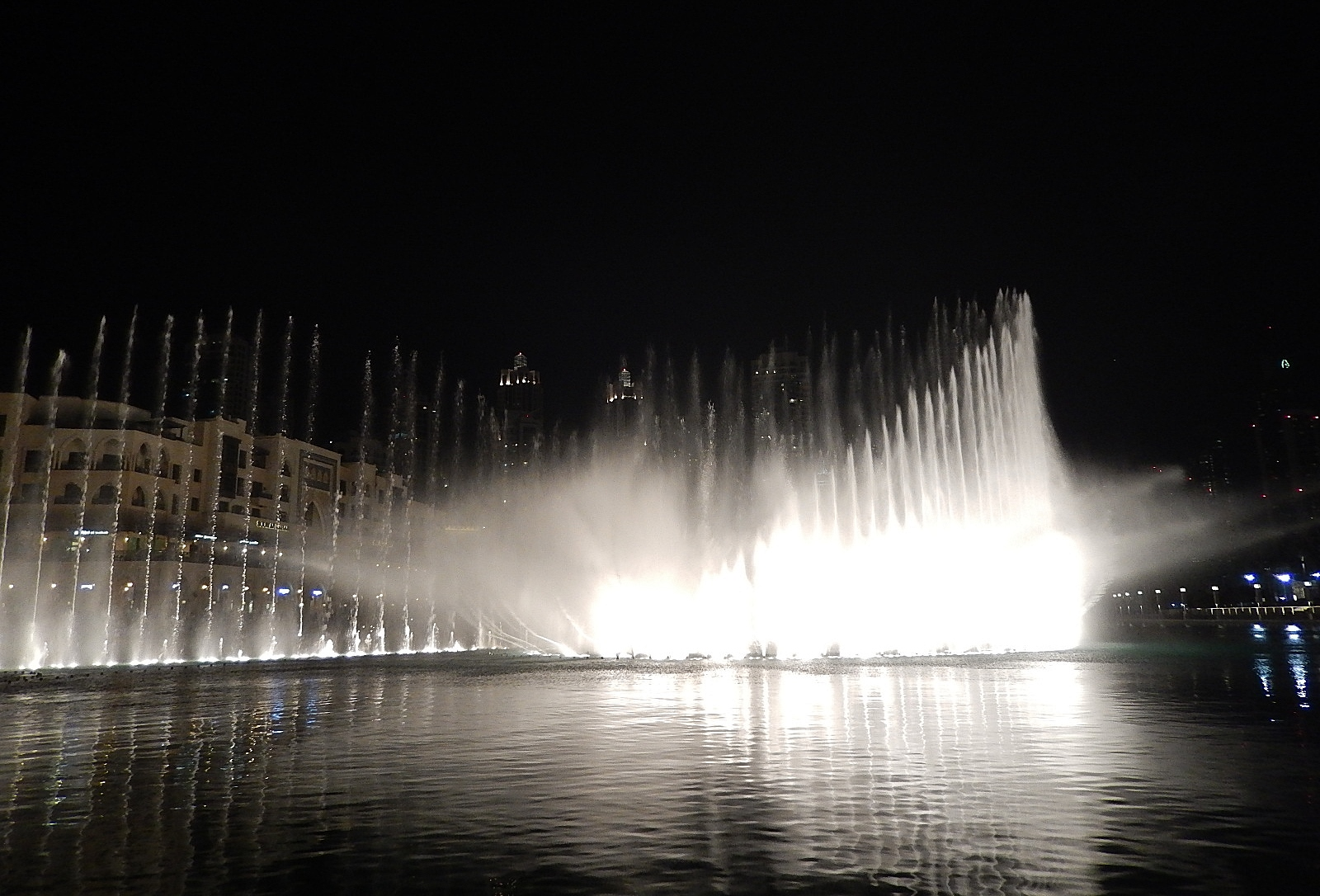
نافورة دبي في الإمارات العربية المتحدة (2013) حاليا أكبر وأطول نافورة موسيقية في العالم

حديثا تم تصميم عروض «رقص المياه» حيث تُستخدم المضخات والأضواء في تزامن. في الولايات المتحدة، على غرار النوافير الموسيقية جرى استخدام «رقص المياه» باستخدام المضخات وتدور الفتحات لعمل تصميم جمالي الشكل. بالرغم أنها لا تستخدم العروض الموسيقية فهي تُظهر أناقة بسيطة تجذب المواطنين.

### النافورة الدولية
بنيت من أجل معرض القرن 21 في سياتل في عام 1962، وتصميم النافورة الدولية كان يعتمد على تغيير الماء والضوء مع خلفية من الموسيقى الكلاسيكية، وهي نافورة كبيرة جدا.

### ينبوع الفرح في كولكاتا
النافورة الموسيقية الأكثر إثارة في الهند واسمها ينبوع الفرح، افتتحت في كولكاتا يوم 16 أكتوبر 2012.

### نافورة دبي
أكبر نافورة موسيقية في العالم هي نافورة دبي. حيث تمتد على مساحة 30 فدان في البحيرة الصناعية لبرج خليفة. وقد صممت من قبل شركة مقرها في كاليفورنيا وهي الشركة المسؤولة عن النوافير في فندق بيلاجيو في بحيرة لاس فيغاس. وتشمل 6,600 من الأضواء، و25 من مُسلطات الضوء الملونة. ويبلغ طولها 275 م (902 قدم) وتدفع الماء حتى ارتفاع 150 مترًا (490 قدم) في الهواء (أي ما يعادل 50 طابقا)، يرافقها مجموعة من الموسيقى الكلاسيكية والمعاصرة العربية والعالمية. تم بناؤها بتكلفة 218 مليون دولار.وافتتحت رسميا في 8 مايو 2009، بالتزامن مع دبي مول.

## معرض الصور

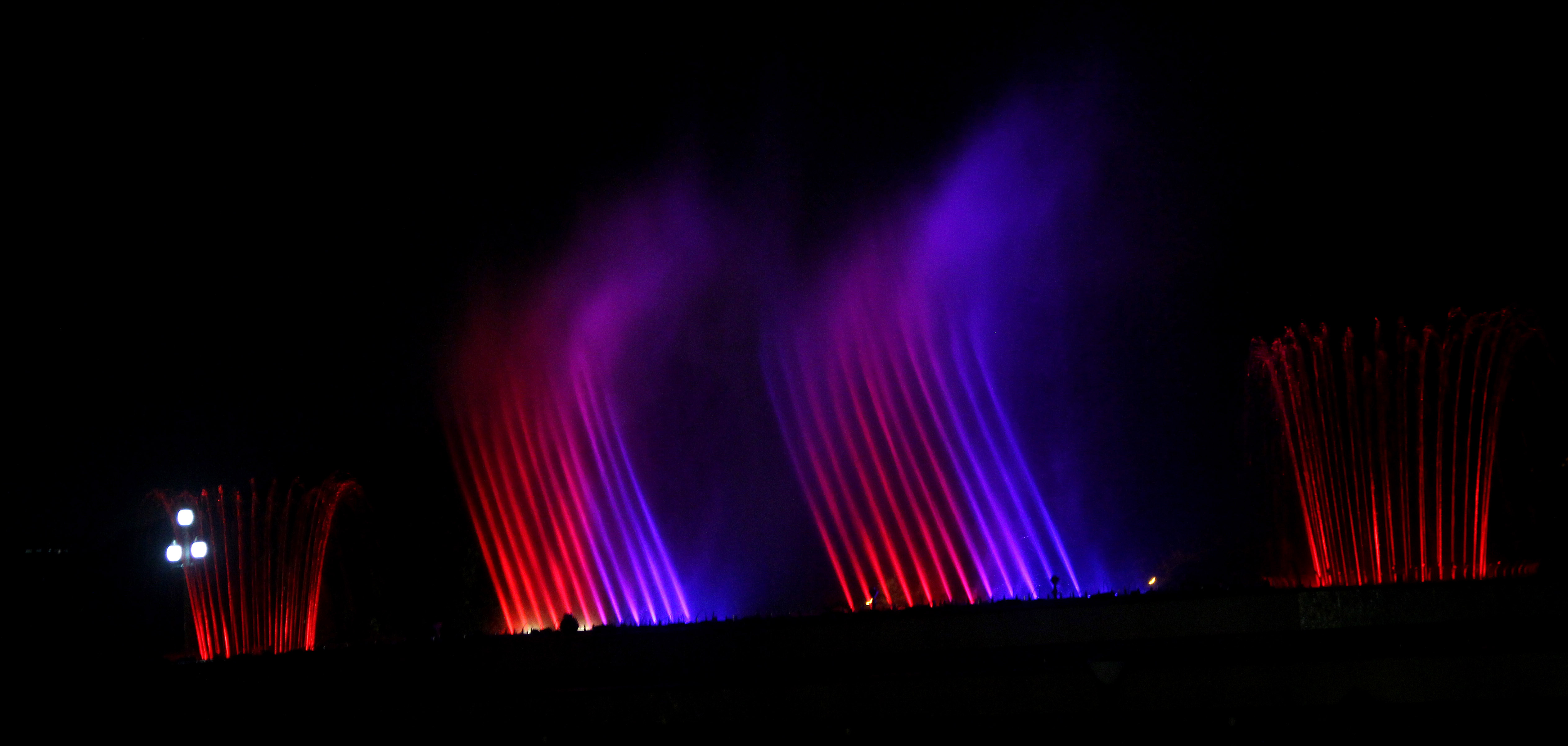
ينبوع الفرح
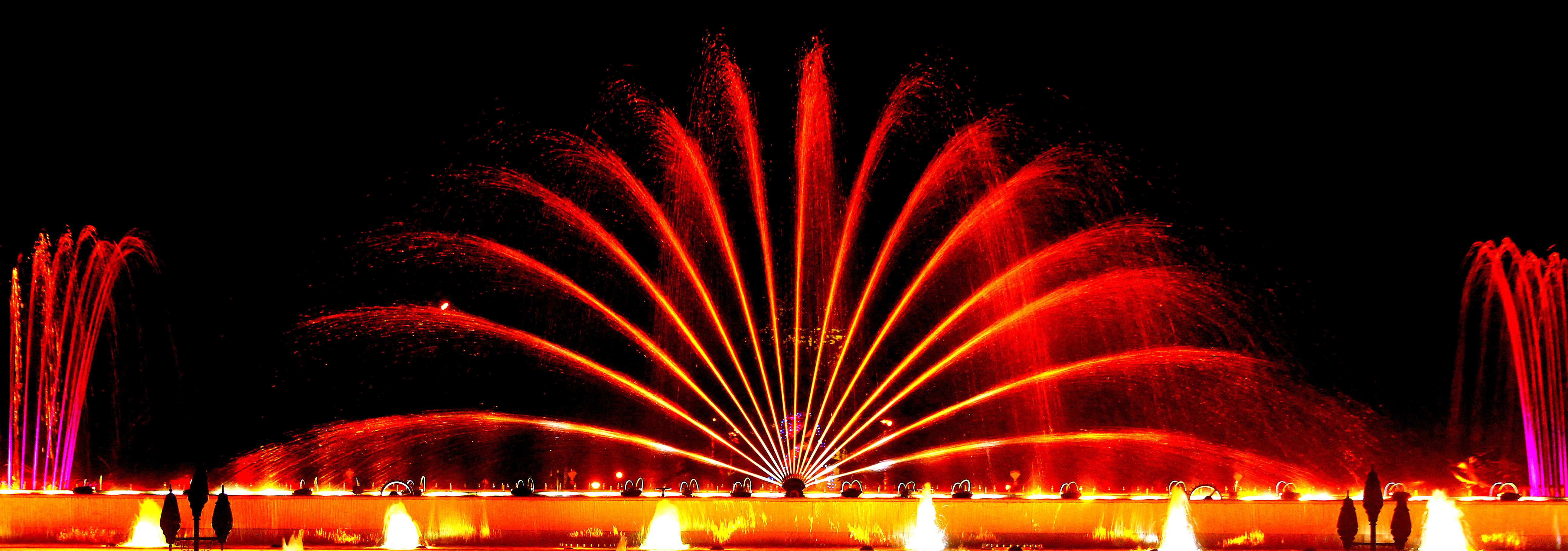
ينبوع الفرح
- ينبوع الفرح كولكاتا
- النافورة الموسيقية - بيلاجيو
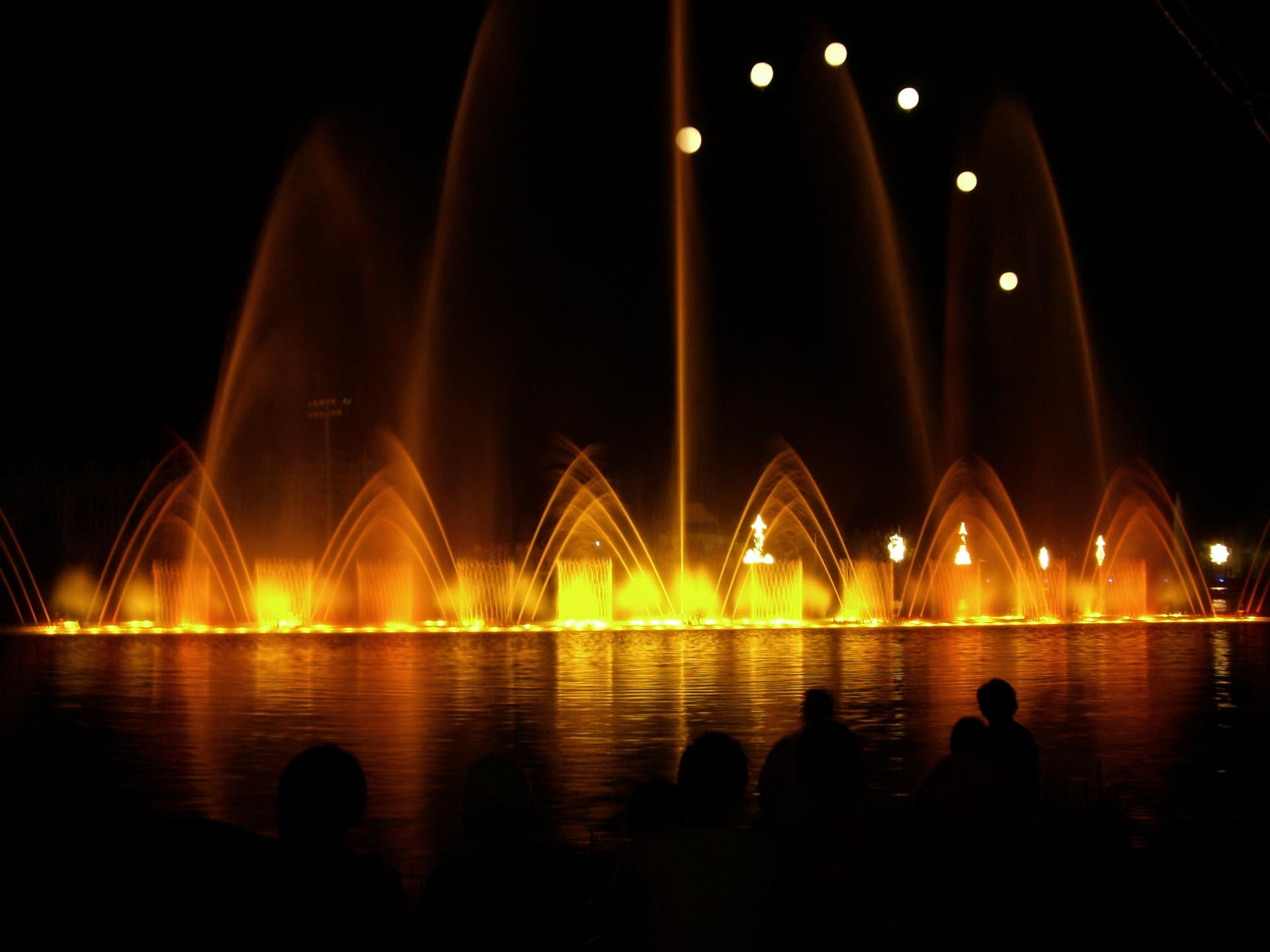
نافورة الوسائط المتعددة في منتجع كانج